# Pertorbació aleatòria
Una pertorbació aleatòria és l'efecte d'un conjunt de variables que aïllades són insignificants, però que es poden especificar, o no estem disposats a fer-ho, i que suposem que són independents de les variables exògenes observables.
En econometria, la pertorbació aleatòria és un factor molt important. La funció bàsica de l'econometria és analitzar una sèrie de dades per a respondre diverses qüestions referides a un sistema el funcionament del qual és aleatori, és a dir, impossible de preveure.

## Exemple
Tenim la següent funció de consum: Ci=ƒ(Ri); on Ci és el cost en el consum i Ri la renta real. Aquesta funció la podem expressar, també: Ci=α+βRi; on α és una constant i β és el pendent que representa la propensió marginal al consum.
Aquesta funció, com podem veure, és una relació exacta i determinista, que s'allunya de la realitat econòmica. Per a tenir en compte l'existència d'una relació inexacta (aleatorietat), hem d'efectuar l'anàlisi economètric introduint un terme addicional en el model teòric: la pertorbació aleatòria, que l'escriurem amb la variable ui. D'aquesta manera, la funció quedarà:
Ci= α+βRi+ui
Així passem del model teòric al model economètric, que representa una relació inexacta entre les variables introduint aquest terme aleatori (ui) al model teòric.
Cada ui és una variable aleatòria no observable, que no podem preveure. Es pot interpretar com una pertorbació aleatòria que recull tots aquells factors diferents de R que també influeixen sobre Ci. Podem dir, doncs, que cada ui mesura la diferència entre la teoria i la realitat.